# Piltecknad fältmätare
Piltecknad fältmätare (Gagitodes sagittata) är en fjärilsart som beskrevs av Johan Christian Fabricius 1787. Enligt Dyntaxa ingår piltecknad fältmätare ingår i släktet Gagitodes men enligt Catalogue of Life är tillhörigheten istället släktet Perizoma. Enligt båda källorna tillhör piltecknad fältmätare familjen mätare, Geometridae. Enligt den svenska rödlistan är arten nära hotad, NT, i Sverige. Arten förekommer sällsynt från Skåne till Gästrikland inklusive Öland, och Gotland. En underart finns listad i Catalogue of Life, Perizoma sagittata albiflua Prout, 1939.